# Svitlovodsk
Svitlovodsk (en ucraniano: Світлово́дськ) es una ciudad de importancia regional de Ucrania perteneciente a la óblast de Kirovogrado. Es el centro administrativo del raión homónimo sin pertenecer al mismo. En el territorio de la ciudad se incluye el asentamiento de tipo urbano de Vlásivka.
Es la heredera histórica de la ciudad de Novogeorgievsk, que en 1961 quedó bajo las aguas del embalse de Kremenchuk. Svitlovodsk fue habitada inicialmente por los trabajadores que construyeron el embalse y luego se convirtió en población permanente para albergar a los evacuados de Novogeorgievsk. Entre 1962 y 1969 se denominó "KremHES" porque en la práctica era una ciudad satélite de Kremenchuk.
En 2001 tenía 57 609 habitantes. Según el censo de 2001, la mayoría de la población de Svitlovodsk era hablante de ucraniano (78,73%), existiendo una minoría de hablantes de ruso (20,76%).
Se ubica en la periferia occidental de Kremenchuk, ciudad de la cual Svitlodovsk está separada por el río Dniéper.